# Carl Friedrich Brügelmann

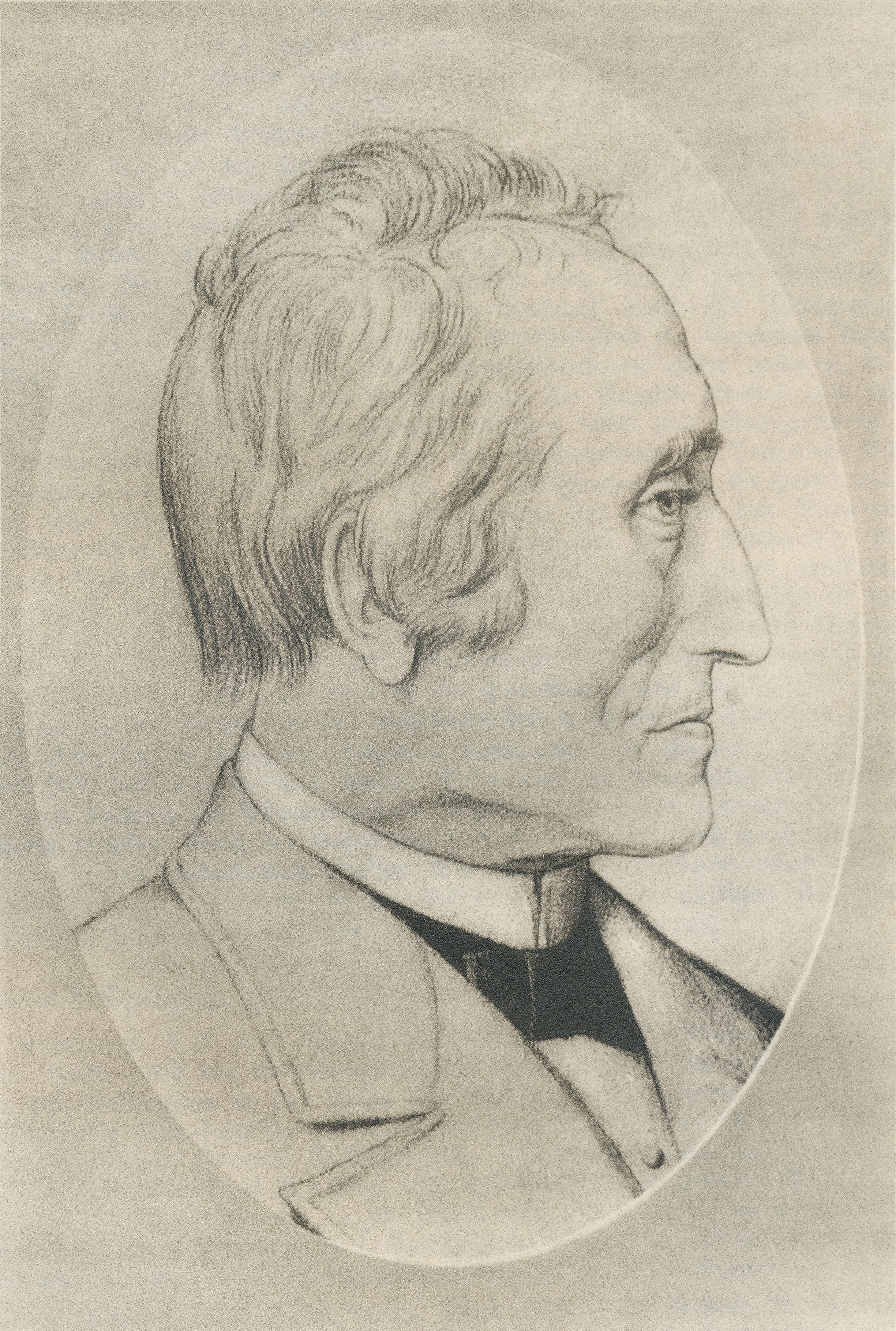
Carl Friedrich Brügelmann

Carl Friedrich Brügelmann (* 16. August 1758 in Elberfeld (heute Stadtteil von Wuppertal); † 25. Mai 1824 in Düsseldorf) war Kaufmann auf der Au zu Elberfeld und ab 1792 Bürgermeister von Elberfeld. Seinen Namen schrieb er als Karl Friedrich Brögelmann.

## Leben
Brügelmann wurde als Sohn des Elberfelder Kaufmanns und Ratsverwandten Johann Wilhelm Brügelmann (1721–1784) und dessen Frau Maria Kersten (1723–1799), die Tochter Conrad Kerstens war, geboren. Er selbst begann zunächst auch als Kaufmann auf der Au in Elberfeld und wurde im Jahr 1792 zum Bürgermeister gewählt. Im Jahr 1793 wurde er Stadtrichter und 1794 Ratsverwandter zu Elberfeld.
Brögelmann war verheiratet mit Johanna Charlotta von Carnap. Das Paar hatte zwei Kinder, einen Sohn und eine Tochter. Die Tochter Amalie (* 1798) heiratete 1815 Heinrich Ferdinand Philipp von Sybel. Brügelmann wurde 1813, nachdem die Franzosen besiegt und vertrieben worden waren, von den einrückenden Russen zum General-Zivil-Gouverneur der befreiten Landstriche eingesetzt. Er verzichtete aber nach kurzer Zeit auf seinen Posten und zog mit seiner Familie nach Düsseldorf.